# クリスティアン1世 (アンハルト＝ベルンブルク侯)
クリスティアン1世（Christian I. Fürst von Anhalt-Bernburg, 1568年5月11日 - 1630年4月17日）は、ドイツのアンハルト＝ベルンブルク侯（在位：1606年 - 1630年）。1610年よりプファルツ選帝侯領の大法官を務め、1620年の白山の戦いではプロテスタント側の最高司令官を務めた。

## 生涯
アンハルト侯ヨアヒム・エルンストとその最初の妻でバルビ＝ミューリンゲン伯ヴォルフガング1世の娘であるアグネスの間の間の次男として生まれた。1570年にデッサウに移り、家庭教師のカスパー・ゴットシャルク（Caspar Gottschalk）にラテン語、イタリア語、フランス語を学んだ。幼い頃よりイスタンブールの宮廷を訪れるなど様々な外交交渉に参加し、有能で洗練された外交官に育った。
1586年より数年の間、ザクセン選帝侯領の首都ドレスデンに滞在し、選帝侯クリスティアン1世の親友となり、選帝侯と共にカルヴァン派の教義に共鳴した。またドレスデン宮廷に滞在中、アルコール使用障害に苦しんだこともある。
その後、クリスティアンはやはりカルヴァン派信徒のプファルツ選帝侯フリードリヒ4世に仕えるようになり、1591年にはフランス王アンリ4世を支援すべく、プファルツの軍隊を率いてフランスに赴いた。1592年、ブランデンブルク選帝侯領とロレーヌ公国との間でストラスブール司教領の領有権をめぐる係争が起きた際は、前者を支持した。1595年にフリードリヒ4世によってオーバープファルツ地方の総督に任命され、アンベルクに赴任した。
1586年の父の死に伴って兄弟と共にアンハルトの所領を共同相続した。1603年、兄のヨハン・ゲオルク1世と3人の異母弟（アウグスト、ルドルフ、ルートヴィヒ1世）との間で家領の分割協定が結ばれ、クリスティアンは1606年に兄よりベルンブルクとその付属領を譲られた。1619年には、兄弟達と共に貴族文芸サークル「実りを結ぶ会」の会員となった。
クリスティアンは外交官としての能力を活かし、1608年のプロテスタント同盟（ウニオン）の結成に重要な役割を果たした。1619年、主君の選帝侯フリードリヒ5世（フリードリヒ4世の息子）がボヘミアの国王に選出されると、フリードリヒ5世によって神聖ローマ皇帝フェルディナント2世の侵略からボヘミアのプロテスタント勢力を防衛する司令官に任命されている。1620年、白山の戦いで指揮を執ったが皇帝軍に惨敗した際、プラハに残って皇帝を迎え撃とうとするフリードリヒ5世を逃げるよう説得した。
1621年、クリスティアンはプファルツ選帝侯との関係を理由に皇帝政府より帝国アハト刑を科せられ、帝国内における法的保護および自領に対する所有権を剥奪された。クリスティアンはまずスウェーデンに亡命し、その後デンマーク王クリスチャン4世の宮廷の賓客となった。皇帝への嘆願が実り、クリスティアンは1624年に自領への帰還を許され、1630年に死去。

## 子女
1595年7月2日、ベントハイム＝テクレンブルク伯アルノルト3世の娘アンナ（1579年 - 1624年）と結婚した。夫妻の間には16人の子女があった。
- フリードリヒ・クリスティアン（1596年）
- アマーリエ・ユリアーネ（1597年 - 1605年）
- クリスティアン2世（1599年 - 1656年） - アンハルト＝ベルンブルク侯
- エレオノーレ・マリー（1600年 - 1657年） - 1626年、メクレンブルク＝ギュストロー公ヨハン・アルブレヒト2世と結婚
- 娘（1601年）
- ジビッレ・エリーザベト（1602年 - 1648年）
- アンナ・マルガレーテ（1603年 - 1611年）
- アンナ・ゾフィー（1604年 - 1640年）
- ルイーゼ・アマーリエ（1606年 - 1635年）
- エルンスト（1608年 - 1632年）
- アメーナ・ユリアーネ（1609年 - 1628年）
- アグネス・マグダレーネ（1612年 - 1629年）
- フリードリヒ（1613年 - 1670年） - アンハルト＝ハルツゲローデ侯
- ゾフィー・マルガレーテ（1615年 - 1673年） - 1651年、アンハルト＝デッサウ侯ヨハン・カジミールと結婚
- ドロテア・マティルデ（1617年 - 1656年）
- フリードリヒ・ルートヴィヒ（1619年 - 1621年）